# Campeonato Goiano de Futebol de 2009
O Campeonato Goiano de 2009 foi a sexagésima sexta edição desta competição futebolística organizada pela Federação Goiana de Futebol (FGF).
O título da competição ficou com o Goiás que conquistou o campeonato ao vencer o Atlético Goianiense na decisão pelo placar agregado de 3–2. Com esses resultados, o clube conquistou seu 22.° título da competição após dois vice-campeonatos seguidos. No entanto, a diretoria do Atlético entrou no TJD/GO alegando que o clube esmeraldino fez uma escalação irregular do volante Everton, que havia sido punido com uma pena preventiva de 20 dias antes da decisão, mesmo que ele tenha conseguido a suspensão do gancho. A motivação atleticana era fazer o esmeraldino perder 6 pontos, o que daria o título ao Atlético.
Em 19 de maio daquele ano, no julgamento de primeira instância deu vitória ao Goiás por 3 a 2, mas a pedido da Procuradoria e do próprio Atlético outro julgamento foi marcado. Em 18 de junho, aconteceu o segundo julgamento onde o rubro-negro se deu melhor com uma vitória por 4 a 3, causando a perda de 12 pontos, o título esmeraldino e uma multa de R$ 2.000, no entanto, o Goiás apelou ao STJD, que por decisão unânime de 7 a 0, o título foi devolvido ao esmeraldino. Sobre os rebaixados, este ano foram a Aparecidense, Anápolis, Jataiense e Mineiros.

## Formato e participantes
O formato do Goianão 2009 sofreu uma alteração comparada a da edição anterior: ao invés de apenas o lanterna de cada grupo rebaixado, o penúltimo também seria, com a intenção de diminuir o número de equipes participantes de 12 para 10.
No primeiro turno, as equipes do Grupo A enfrentariam as do Grupo B, em jogos de ida, enquanto no segundo turno repetiria o molde, mas invertando os mandos de campo. No terceiro turno, as equipes enfrentariam apenas as do mesmo grupo. As equipes lanternas de cada grupo seriam rebaixadas à segunda divisão de 2010.
A partir desta fase, o campeonato adotaria um formato eliminatório, em jogos de ida e volta. Nas semifinais, o primeiro colocado do Grupo A enfrentaria o segundo do Grupo B, e o primeiro do Grupo B contra o segundo do Grupo A, onde o vencedor avançaria à decisão. Na decisão, a equipe que vencesse no agregado sagraria-se campeã goiana, e se persistirem o empate, seria decidido na disputa por pênaltis. Abaixo, as doze equipes participantes:
| Equipe              | Cidade                | Títulos             |
| ------------------- | --------------------- | ------------------- |
| Anapolina           | Anápolis              | —                   |
| Anápolis            | Anápolis              | 2 (1947 e 1965)     |
| Aparecidense        | Aparecida de Goiânia  | —                   |
| Atlético Goianiense | Goiânia               | 10 (último em 2007) |
| CRAC                | Catalão               | 2 (1967 e 2004)     |
| Goiás               | Goiânia               | 21 (último em 2006) |
| Itumbiara           | Itumbiara             | 1 (2008)            |
| Jataiense           | Jataí                 | —                   |
| Mineiros            | Mineiros              | —                   |
| Santa Helena        | Santa Helena de Goiás | —                   |
| Trindade            | Trindade              | —                   |
| Vila Nova           | Goiânia               | 15 (último em 2005) |

## Resultados

### Primeira fase

#### Grupo A
| Pos | Equipe    | Pts | J  | V | E | D  | GP | GC | SG  | Classificação ou descenso             |
| --- | --------- | --- | -- | - | - | -- | -- | -- | --- | ------------------------------------- |
| 1   | Itumbiara | 27  | 17 | 7 | 6 | 4  | 29 | 21 | +8  | Próxima fase                          |
| 2   | CRAC      | 26  | 17 | 7 | 5 | 5  | 21 | 19 | +2  | Próxima fase                          |
| 3   | Trindade  | 24  | 17 | 8 | 0 | 9  | 17 | 24 | −7  |                                       |
| 4   | Vila Nova | 23  | 17 | 6 | 5 | 6  | 23 | 24 | −1  |                                       |
| 5   | Mineiros  | 18  | 17 | 5 | 3 | 9  | 19 | 25 | −6  | Rebaixado à Divisão de Acesso de 2010 |
| 6   | Anápolis  | 12  | 17 | 3 | 3 | 11 | 18 | 41 | −23 | Rebaixado à Divisão de Acesso de 2010 |

#### Grupo B
| Pos | Equipe              | Pts | J  | V  | E | D  | GP | GC | SG  | Classificação ou descenso             |
| --- | ------------------- | --- | -- | -- | - | -- | -- | -- | --- | ------------------------------------- |
| 1   | Goiás               | 44  | 17 | 14 | 2 | 1  | 40 | 8  | +32 | Próxima fase                          |
| 2   | Atlético Goianiense | 39  | 17 | 12 | 3 | 2  | 43 | 16 | +27 | Próxima fase                          |
| 3   | Santa Helena        | 26  | 17 | 8  | 2 | 7  | 28 | 25 | +3  |                                       |
| 4   | Anapolina           | 21  | 17 | 5  | 6 | 6  | 22 | 27 | −5  |                                       |
| 5   | Jataiense           | 16  | 17 | 4  | 4 | 9  | 26 | 32 | −6  | Rebaixado à Divisão de Acesso de 2010 |
| 6   | Aparecidense        | 10  | 17 | 3  | 1 | 13 | 18 | 42 | −24 | Rebaixado à Divisão de Acesso de 2010 |

#### Tabela de jogos
| Mandante \ Visitante | AAA | ANA | APA | ACG | CRA | GEC | ITU | JAT | MIN | STH | TAC | VLA |
| -------------------- | --- | --- | --- | --- | --- | --- | --- | --- | --- | --- | --- | --- |
| Anapolina            | —   | 3–0 | –   | 2–7 | 0–1 | 1–3 | 0–0 | 2–2 | 2–2 | –   | 0–2 | 0–2 |
| Anápolis             | 1–3 | —   | 3–2 | 0–3 | 1–1 | 0–1 | 2–5 | 1–1 | 2–1 | 2–0 | –   | –   |
| Aparecidense         | 1–3 | 2–2 | —   | –   | 1–3 | –   | 1–3 | 3–2 | 3–0 | –   | 0–3 | 1–0 |
| Atlético Goianiense  | –   | 4–0 | 4–1 | —   | 2–2 | 0–2 | 3–1 | –   | 0–0 | 0–3 | 5–0 | 2–0 |
| CRAC                 | 2–0 | –   | 3–0 | 1–2 | —   | 1–1 | –   | 1–0 | –   | 2–1 | 1–2 | 0–0 |
| Goiás                | –   | 3–2 | 2–1 | –   | 3–0 | —   | 4–0 | 4–1 | 3–0 | 4–0 | 3–0 | 1–0 |
| Itumbiara            | 2–2 | –   | 2–0 | 0–4 | 3–0 | 0–0 | —   | 5–1 | 1–1 | 4–1 | 1–0 | –   |
| Jataiense            | –   | 4–1 | –   | 2–3 | 1–1 | –   | 1–1 | —   | 2–0 | 1–2 | 0–1 | 1–2 |
| Mineiros             | 0–1 | –   | 4–0 | 1–2 | 0–1 | 1–0 | –   | 4–2 | —   | 2–1 | –   | 2–1 |
| Santa Helena         | 0–0 | 2–0 | 3–1 | –   | 2–1 | –   | 2–0 | –   | 3–1 | —   | 3–0 | 0–0 |
| Trindade             | 0–1 | 2–1 | 2–0 | 0–1 | –   | 0–2 | –   | 1–2 | 1–0 | 3–2 | —   | –   |
| Vila Nova            | 2–2 | 4–0 | 3–1 | 1–1 | –   | 1–6 | 1–1 | 0–3 | –   | 4–3 | 2–0 | —   |

### Fases finais
Em itálico, as equipes que possuem o mando de campo no primeiro confronto; em negrito as equipes classificadas.
|  | Semifinais          | Semifinais | Semifinais | Semifinais |   |                     | Final | Final | Final | Final |
|  |                     |            |            |            |   |                     |       |       |       |       |
|  | Atlético Goianiense | 5          | 2          | 7          |   |                     |       |       |       |       |
|  | Itumbiara           | 1          | 1          | 2          |   |                     |       |       |       |       |
|  | Itumbiara           | 1          | 1          | 2          |   | Atlético Goianiense | 2     | 0     | 2     |       |
|  |                     |            |            |            |   | Atlético Goianiense | 2     | 0     | 2     |       |
|  |                     | Goiás      | 1          | 2          | 3 |                     |       |       |       |       |
|  | CRAC                | Goiás      | 1          | 2          | 3 | 1                   | 0     | 1     |       |       |
|  | CRAC                |            |            |            |   | 1                   | 0     | 1     |       |       |
|  | Goiás               | 3          | 2          | 5          |   |                     |       |       |       |       |

| Fonte: FGF (arquivo) |